# Stoneyhills
Stoneyhills – osada w Anglii, w Esseksie. Leży 13,7 km od miasta Southend-on-Sea, 25,4 km od miasta Chelmsford i 64,3 km od Londynu. W 2015 miejscowość liczyła 665 mieszkańców.